# Amedeo Maiuri

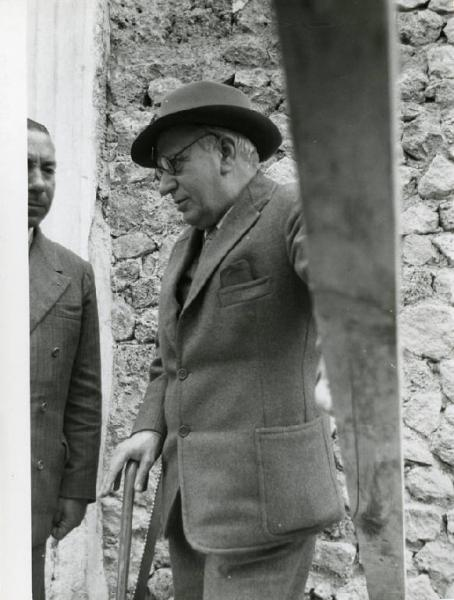
Amedeo Maiuri

Amedeo Maiuri (geboren am 7. Januar 1886 in Veroli; gestorben am 7. April 1963 in Neapel) war ein italienischer Klassischer Archäologe.
Amedeo Maiuri war der Sohn von Giuseppe und Elena Maiuri, geborene Parsi. Teils an öffentlichen Schulen, teils privat unterrichtet, wurde er auf das Liceo Visconti nach Rom geschickt. Nach hervorragend bestandenem Schulabschluss nahm er sein Studium an der Universität La Sapienza in Rom auf. Er studierte Griechische und Byzantinische Literatur, Griechische Geschichte, Geschichte der Philosophie, Kunstgeschichte und Italienische Literatur, unter anderem bei Nicola Festa und Gaetano De Sanctis. Beeinflusst wurde sein Studium vor allem von Federico Halbherr, der Epigraphik und Griechische Altertumskunde unterrichtete, umgeben von dem Nimbus des Kreta-Ausgräbers und Entdeckers der großen Inschrift von Gortyn. Bei Nicola Festa wurde er mit einer Arbeit über den byzantinischen Dichter Theodoros Prodromos promoviert.
Auf Anraten Halbherrs machte Maiuri noch einen Kurs in Archäologie und setzte seine Ausbildung an den archäologischen Schulen der Italiener in Rom und Athen fort. In Griechenland sammelte er Erfahrungen auf allen wichtigen Ausgrabungen der Zeit: in Athen, Olympia, Epidauros, Delphi und vor allem auf Kreta, wo Maiuri seinen Förderer Halbherr wiedertraf. In der Folge des Italienisch-Türkischen Krieges wurden Rhodos und die Inseln des Dodekanes von Italien besetzt. Dies nutzte man, um eine dauerhafte archäologische Mission auf Rhodos einzurichten. 1914 wurde Maiuri mit der Leitung dieser Mission beauftragt, nachdem er zuvor für die Missione Archeologica Italiana di Creta, die Vorgängerinstitution der 1909 gegründeten Scuola Archeologica Italiana di Atene, gearbeitet und an dortigen Ausgrabungen teilgenommen hatte. Maiuri gründete und leitete in Rhodos ein archäologisches Museum im ehemaligen Hospital des Johanniter-Ordens, das von den Türken in eine Kaserne umgewandelt worden war und das er zu diesem Zweck restaurieren ließ. Er untersuchte alle archäologischen Zentren von Rhodos und restaurierte die mittelalterlichen Kirchen, Paläste und Befestigungsanlagen der Insel. Ergebnisse der zahlreichen Untersuchungen erschienen in zwölf Bänden als Clara Rhodos. Studi e materiali pubblicati a cura dell’ Istituto storico-archeologico di Rodi von 1928 bis 1942 unter der Mitherausgeberschaft Maiuris. 

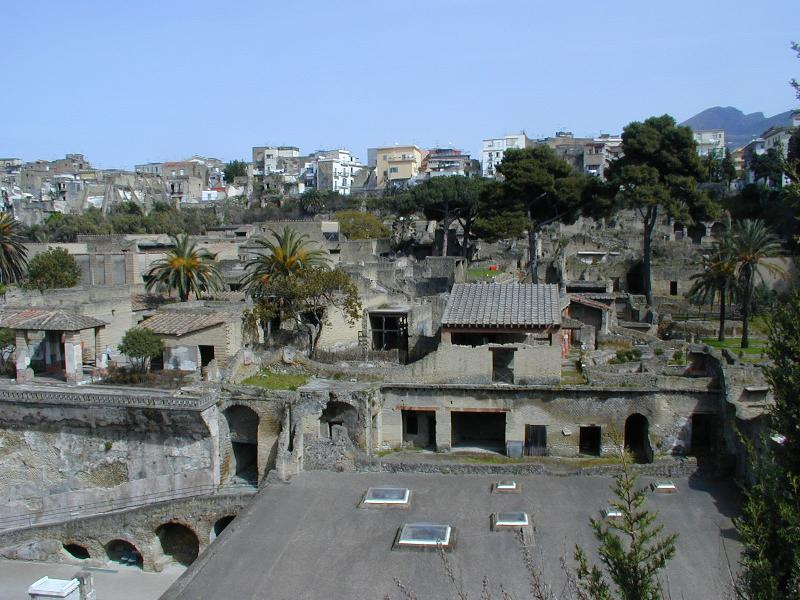
Panorama der Ausgrabungen in Herculaneum

Nach zehn Jahren in dieser Position wurde er 1924 als Nachfolger Vittorio Spinazzolas Leiter der Soprintendenza della Campania und damit Direktor des Archäologischen Nationalmuseums in Neapel und Leiter der Ausgrabungen in Pompeji und Herkulaneum. In Pompeji legte er unter anderem die Villa dei Misteri und die Casa dell’Efebo frei. Seine dort angestoßenen Forschungen und Datierungsvorschläge sind bis heute Teil des wissenschaftlichen Diskurses. Neben seinen umfangreichen Tätigkeiten in Pompeji und Herkulaneum war Maiuri an der Erforschung des von Griechen gegründeten Paestum beteiligt und 1932 entdeckte er in Cumae die Höhle der Sibylle. Wichtig waren auch seine Untersuchungen der Tiberius-Villa auf Capri. 
Während des Zweiten Weltkriegs war er vor allem damit beschäftigt, die Schätze des Museums vor kriegsbedingten Gefahren zu schützen: Vor den Kunstdieben der Nazis, vor Vandalen und mittels Sandsäcken vor den Bomben der Alliierten. Neben seinen Aufgaben als Soprintendente lehrte Maiuri an der Universität Neapel von 1936 bis 1942 antichità greche e romane und bis zu seinem Ruhestand 1961 antichità pompeiane ed ercolanesi.
Das Fackelmodell der Olympischen Spiele von 1960 in Rom ging auf eine Anregung Maiuris zurück, der hierfür auf Fackeldarstellungen antiker Monumente zurückgriff. 1961 ging er in den Ruhestand.

## Mitgliedschaften und Ehrungen
Als Ergebnis seiner regen Forschertätigkeit wurde er Mitglied zahlreicher Institutionen und Akademien und Träger von Orden.
- 1928 korrespondierendes, 1936 ordentliches Mitglied der Accademia Nazionale dei Lincei
- Mitglied der Pontificia Accademia Romana di Archeologia
- Mitglied der Società Nazionale di Scienze, Lettere ed Arti di Napoli
- Mitglied der Accademia Pontaniana von Neapel
- ordentliches Mitglied des Deutschen Archäologischen Instituts
- Mitglied des Istituto di Studi Etruschi ed Italici
- 1942: Korrespondierendes Mitglied der Preußischen Akademie der Wissenschaften[1]
- 1961: Assoziiertes Mitglied der Académie royale des Sciences, des Lettres et des Beaux-Arts de Belgique[2]
- 1925: Ritter des Ordens der Heiligen Mauritius und Lazarus
- Kommandeur des Ordens der Krone von Italien
- 1951: Premio Marzotto

## Publikationen (Auswahl)
Maiuri hat weit mehr als 300 Artikel und Bücher verfasst, die in zahlreichen Sprachen und in zahlreichen Auflagen immer wieder neu aufgelegt wurden.
- Rodi. Guida dei monumenti e del Museo archeologico di Rodi. Tipolitografia del Comando del Corpo d'occupazione, Rhodos 1918.
- Rodi. Alfieri, Roma 1921.
- Nuova silloge epigrafica di Rodi e Cos. Le Monnier, Firenze 1925.
- Pompei. Visioni italiche. Mailand 1928.
- La Villa dei Misteri. Istituto dello Stato, Rom 1931.
- Ercolano. Instituto Geografico de Agostini, Roma/Novara 1932.
- La casa de Menandro e il suo tesoro di argenteria. Libreria dello Stato, Rom 1932.
- I Campi Flegéi: dal sepollcro di Virgilio all'Antro di Cuma. Libreria dello stato, Roma 1934; deutsch: Die Altertümer der phlegräischen Felder vom Grab des Vergil bis zur Höhle vom Cumae. Libreria dello Stato, Rom 1983.
- Breviario di Capri.  Rispoli, Neapel 1937.
- Campania romana: Studi e materiali. Band 1. Instituto di studi romani, Neapel 1938.
- Passeggiate campane. U. Hoepli, Mailand 1938.
- L'ultima fase edilizia di Pompei.  Istituto di studi romani, Rom 1941.
- La cena di Trimalcione di Petronio Arbitro. Pironti, Neapel 1945.
- Introduzione alla storia romana. L. Loffredo, Neapel 1948.
- Introduzione allo studio di Pompei. Casa Editrice Raffaele Pironti, Neapel 1949.
- Pompei ed Ercolano: Fra case e abitanti. Le tre Venezie, Padua 1950.
- La casa a Pompei. Raffaele Pironti e Figli, Neapel 1951.
- Pompejanische Wandbilder. Übersetzt von Peter Heinrich von Blanckenhagen. W. Klein, Baden-Baden 1953.
- Studi e ricerche sull'anfiteatro Flavio puteolano. Gaetano Macchiaroli, Neapel 1955.
- Capri, storia e monumenti. Istituto poligrafico dello Stato, Rom 1956.
- Ercolano. I Nuovi Scavi (1927-1958). Istituto poligrafico dello Stato, Rom 1958.
- Vita d'archeologo. Cronache dell'archeologia napoletana. Montanino, Neapel 1958 (autobiographisch).
- Arte e civiltà nell ́Italia antica. Touring Club Italiano, Mailand 1960.
- Lettere di Tiberio da Capri. Fiorentino, Neapel 1961.
- Dall'Egeo al Tirreno. L'Arte tipografica, Neapel 1962.
- Herkulaneum und die Villa der Papyri. Istituto geografico de Agostini, Rom 1963.
- Passeggiate in Magna Grecia. Arte tip., Neapel 1963.